# Prosopis glandulosa
Espèce
Classification phylogénétique
Prosopis glandulosa, de son nom anglais honey mesquite, est une espèce de plantes à fleurs de la famille des Fabaceae. C’est un arbuste que l'on trouve dans les zones désertiques du sud-ouest des États-Unis (Californie, Nevada, Arizona, Utah, Nouveau-Mexique, Texas)[Quoi ?]. Il donne des fleurs jaunes et des fruits contenus dans une gousse. L'UICN le considère  comme une des 100 espèces les plus envahissantes.

## Usages
Les tribus amérindiennes du sud-ouest des États-Unis actuels l'utilisaient de diverses façons :
- Les Comanches utilisaient des feuilles pour soulager les maux d'estomac.
- Les Kamias, les Cahuillas et les Yumas fabriquaient des cordages à partir des branches et des racines des jeunes arbres. Les petites branches servaient également pour les arcs, les grandes pour les habitations.
- Le bois servait de combustible
- La gomme sécrétée par le tronc était utile pour confectionner les paniers, renforcer les poteries et les arcs ; elle permettait aussi de teindre les vêtements en noir.
- Pour les animaux, le mesquite est une importante source de nourriture : les lièvres et les oiseaux consomment ses graines. Les écureuils, les souris et les rats kangourous mangent ses feuilles. Plusieurs espèces d'oiseaux nichent dans leurs branches.

Différents isomères du dimère de protéracacinidines mesquitol-(5→8)-catéchine peuvent être isolés de Prosopis glandulosa.